# Raoul Kouakou
Raoul Kouakou (* 3. Januar 1980 in Abidjan, Elfenbeinküste) ist ein ivorischer Fußballspieler.
Nachdem Kouakou mehrere Jahre bei verschiedenen Vereinen in Abidjan gespielt hatte, wechselte er 2002 nach Europa. Seine erste Station war der norwegische Klub Sogndal Fotball.  Hier spielte er bis zu seinem Wechsel nach Schweden zu Malmö FF im August 2005. Nach weiteren Stationen in Skandinavien kehrte er 2008 in sein Heimatland zurück.
Kouakou bestritt zwei FIFA-Länderspiele für die Elfenbeinküste.
In Norwegen bekam Kouakou wegen seiner vielen Platzverweise den Spitznamen Røde Raoul verpasst.
| Personendaten    | Personendaten             |
| ---------------- | ------------------------- |
| NAME             | Kouakou, Raoul            |
| ALTERNATIVNAMEN  | Røde Raoul (Spitzname)    |
| KURZBESCHREIBUNG | ivorischer Fußballspieler |
| GEBURTSDATUM     | 3. Januar 1980            |
| GEBURTSORT       | Abidjan                   |